# Achim von Arnim
Carl Joachim Friedrich Ludwig von Arnim (n. 26 ianuarie 1781, Berlin - d. 21 ianuarie 1831, Wiepersdorf) a fost un prozator german, membru al cercului romanticilor din Heidelberg.

## Opera

### Poezie
- 1806 și 1808: Cornul fermecat al băiatului ("Des Knaben Wunderhorn") (3 vol., împreună cu Clemens Brentano);
- 1806: Cântece de război ("Kriegslieder");
- 1856: Poezii ("Gedichte").

### Romane
- 1802: "Hollin's Liebeleben";
- 1804: "Ariel's Offenbarungen";
- 1810: Sărăcia, bogăția, vina și căința contesei Dolores ("Armut, Reichthum, Schuld und Buße der Gräfin Dolores");
- 1817: Paznicii coroanei ("Die Kronenwächter"), roman neterminat.

### Nuvele
- 1809: Sera ("Der Wintergarten");
- 1812: Izabela de Egipt ("Isabella von Ägypten. Kaiser Karl des Fünften erste Jugendliebe");
- 1818: "Der tolle Invalide auf dem Fort Ratonneau".

### Povestiri
- 1818: "Fürst Ganzgott und Sänger Halbgott";
- 1817: "Frau von Saverne";
- 1820: "Die Majoratsherren";
- 1820: "Owen Tudor";
- 1826: "Landhausleben".

### Dramaturgie
- 1813: Scena ("Schaubühne");
- 1811: "Halle und Jerusalem";
- 1819: "Die Gleichen";
- 1846: "Die Päpstin Johanna" (publicată postum de Bettina von Arnim).

### Diverse
- 1808: "Tröst Einsamkeit"
- 1818: traducere în germană: Christopher Marlowe, "Doktor Faustus" (Doctor Faust)